# Сан-Мауро-Кастельверде
Сан-Мауро-Кастельверде (італ. San Mauro Castelverde, сиц. Santu Màuru) — муніципалітет в Італії, у регіоні Сицилія,  метрополійне місто Палермо.
Сан-Мауро-Кастельверде розташований на відстані близько 470 км на південь від Рима, 80 км на схід від Палермо.
Населення — 1737 осіб (2014).
Щорічний фестиваль відбувається 15 січня. Покровитель — San Mauro abate.

## Демографія
Населення за роками:

Станом на 1 січня 2023 року в муніципалітеті офіційно проживало 7 іноземців з 3 країн, серед них 6 громадян країн Євросоюзу.

## Сусідні муніципалітети
- Кастель-ді-Лучо
- Кастельбуоно
- Джерачі-Сікуло
- Петтінео
- Полліна
- Туза